# Im Spessart sind die Geister los
Im Spessart sind die Geister los ist ein deutscher Fernsehfilm von Sat.1 aus dem Jahr 2010. Der Film ist thematisch vage an die Komödie Das Spukschloß im Spessart von 1960 angelehnt, die auf der Vorlage von Wilhelm Hauff basiert. In den Hauptrollen agieren Annette Frier, Pasquale Aleardi und Michael Kessler. Der Film hatte seine Premiere am 9. Februar 2010 bei Sat.1. 

## Handlung
Der Koch Ralf Dienert aus Berlin kauft nach dem Tod seiner Frau ein altes Wirtshaus im Spessart. Dort will er sich, zusammen mit seinen Kindern, ein neues Leben aufbauen. Der 12-jährige Nico und die 15-jährige Miriam sind allerdings anfangs wenig erbaut davon, ihrer Heimatstadt Berlin und ihren Freunden den Rücken kehren zu müssen. Unterstützung findet Dienert durch die Kellnerin Valerie. Als er sein Lokal eröffnet, bekommt er es mit den Geisterräubern Karl, Mops und Chlodwig zu tun. Die drei wollen ihr 300 Jahre altes Domizil nicht aufgeben und stören den Betrieb nachhaltig. 
Als jedoch der nichtswürdige Graf von Hohenfels das Wirtshaus an sich bringen will, verbünden sich die Geister doch lieber mit Ralf Dienerts Familie, zumal sie inzwischen mit den Kindern des Kochs Freundschaft geschlossen haben.

## Einschaltquote
Dem Film folgten bei seiner Erstausstrahlung am 9. Februar 2010 4,56 Mio. Zuschauer, was einen Marktanteil von 18,2 % ergab.

## Kritik
Das Lexikon des internationalen Films konnte der Verfilmung nicht viel abgewinnen und qualifizierte sie als „anspruchslos-triviale (Fernseh-)Familienunterhaltung“, […] die sich „vage an Kurt Hoffmanns Erfolgskomödie Das Spukschloss im Spessart (1960) anlehn[e]“.
TV Spielfilm erinnerte an „das herrliche Liselotte-Pulver-Grusical Das Spukschloss im Spessart von 1960“, an das der Film angelehnt sei und war der Ansicht, dass bei dieser Slapstickklamotte nur die schlechten Gags gruseln würden. „Einzig die Tricktechnik reißt’s einigermaßen raus.“ Fazit: „Die Geister sind willig, die Witze aber billig.“
Auch Rainer Tittelbach von tittelbach.tv verriss den Film, gab 2,5 von 6 möglichen Sternen und zog folgendes Fazit: „Die Geister nebst moderner Trick-Technik sind ganz ulkig für Kinder – Erwachsene indes müssten schon ausgemachte Kasperletheater-Nostalgiker sein, um mit Spaß diesem grausigen, ironiefreien Genre-Mix aus Liebeskomödie, Kinderfilm und Gruselklamotte zu folgen.“